# Silano

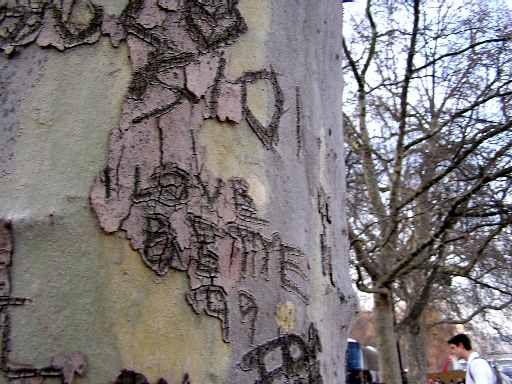
Silano - Produto antigrafítico.

O silano é um composto químico cuja formula é SiH4. É análogo ao metano (CH4 ), porém derivado do silício. Se presume que a temperatura ambiente o silano é um gás pirofórico – entra em combustão espontaneamente em presença do ar sem necessidade de uma fonte de ignição. Entretanto, há quem acredite que o silano é estável e que a formação natural de silanos maiores durante a sua produção é a causa da sua piroforicidade. Acima dos 420 °C o silano se decompõem em silício e hidrogênio, portanto pode ser empregado na deposição química de vapor de silício.
De forma mais geral, um silano é qualquer análogo dos alcanos, porém derivados do silício. Os silanos consistem numa cadeia de átomos de silício unidos covalentemente a átomos de hidrogênio. A formula geral de um silano é SinH2n+2. Os silanos tendem a ser menos estáveis que seus análogos de carbono, pois a ligação Si-Si é de menor energia que a ligação C-C. O oxigênio decompõem os silanos porque a ligação Si-O é muito estável.

## Nomenclatura
Existe uma nomenclatura regular para os silanos. Cada nome dos silanos consiste na palavra silano precedida por um prefíxo numérico ( di, tri, tetra, etc. ) correspondente ao número de átomos de silício na molécula. Assim Si2H6 se nomeia como disilano, Si3H8 como trisilano, etc. Não existe prefixo para um, SiH4 é simplesmente silano. Os silanos também podem ser nomeados como qualquer outro composto inorgânico, assim o silano é chamado tetrahidreto de silício. Porém, para os silanos de maior cadeia esta nomenclatura torna-se muito complicada. .
Um "ciclosilano" é um silano na forma de anel, assím como um cicloalcano é um alcano cíclico, na forma de anel.
Também existem os silanos ramificados. O radical SiH3- é chamado silil, Si2H5- é disilanil, etc. Se há um trisilano com um grupo silil unido a um átomo de silicio do meio, se obtém um silil trisilano, de forma paralela aos alcanos ramificados.
Os silanos podem apresentar os mesmos grupos funcionais ligados a cadeias saturadas de silicio, como ocorre com os alcanos. Por exemplo, com o grupo OH formará um silanol. Em teoria existe um análogo de silício para cada alcano.

## Produção
Industrialmente, o silano é produzido do silício metalúrgico num processo de duas etapas. Na primeira etapa, reage-se o silício com ácido clorídrico numa temperatura aproximada de 300 °C para produzir triclorosilano, junto com gás hidrogênio, de acordo com a equação química:
Si + 3 HCl → HSiCl3 + H2
O triclorosilano é fervido sobre uma camada resinosa contendo um catalisador que promove sua dismutação em silano e tetracloreto de silício, de acordo com a equação química:
4 HSiCl3 → SiH4 + 3 SiCl4
Geralmente os catalisadores mais comuns usados neste processo são os haleto de metal, particularmente o cloreto de alumínio.

## Aplicações
Diversas aplicações industriais e médicas existem para os silanos. Os silanos são usados como agentes de acoplamento para aderir porcelana a um compósito, em obturações dentárias, para otimizar a adesão de fibras de vidro ou fibras naturais a matrizes poliméricas usadas na construção civil, moveleira e de transportes. Também são usados para acoplar uma camada bio-inerte sobre implantes de titânio. Outras aplicações incluem: impermeabilizante de água, com hidróxido de alumínio como retardador de chamas, como material de revestimento antigrafítico (proteger contra pichações) de concreto, pedra e cerâmica, e selantes. A “Degussa AG” é a maior produtora comercial de silanos.